# Pseudocalotes tympanistriga
Pseudocalotes tympanistriga är en ödleart som beskrevs av Gray 1831. Pseudocalotes tympanistriga ingår i släktet Pseudocalotes och familjen agamer. Inga underarter finns listade i Catalogue of Life.